# Трояновиці (Лодзинське воєводство)
Трояновиці (пол. Trojanowice) — село в Польщі, у гміні Жарнув Опочинського повіту Лодзинського воєводства.
Населення — 275 осіб (2011).
У 1975-1998 роках село належало до Пйотрковського воєводства.

## Демографія
Демографічна структура станом на 31 березня 2011 року:
|          | Загалом | Допрацездатний вік | Працездатний вік | Постпрацездатний вік |
| -------- | ------- | ------------------ | ---------------- | -------------------- |
| Чоловіки | 148     | 33                 | 111              | 4                    |
| Жінки    | 127     | 23                 | 80               | 24                   |
| Разом    | 275     | 56                 | 191              | 28                   |